# Aratinga alticola
La cotorra de Chapman (Aratinga alticola), también llamada aratinga de Chapman,  es una especie del género Aratinga de la familia de los loros (Psittacidae). Habita en selvas de montaña del centro-oeste de América del Sur.

## Hábitat y distribución
Aratinga alticola se distribuye en el Perú y Bolivia. 
- En el Perú solo se conoce de localidades del distrito de Anco, Provincia de Churcampa, en el Departamento de Huancavelica y cercanas a Cusco.
- En Bolivia habita en el departamento de Cochabamba; en Aiquile provincia de Campero, a una altitud de 2250 m s. n. m., y en el municipio de Pocona, provincia Carrasco.

Este taxón habitaría a altitudes superiores a las que habita Aratinga mitrata. Las altitudes de las localidades de colección van desde los 2150 hasta los 3400 m s. n. m. No está claro cuál es su hábitat, pues movimientos estacionales en busca de alimento podría complicar el análisis. Pocona presenta laderas húmedas de los Andes. Aiquile y Anco son áreas de bosque caducifolio. Se alimenta sobre todo de semillas, y frutas.

## Características

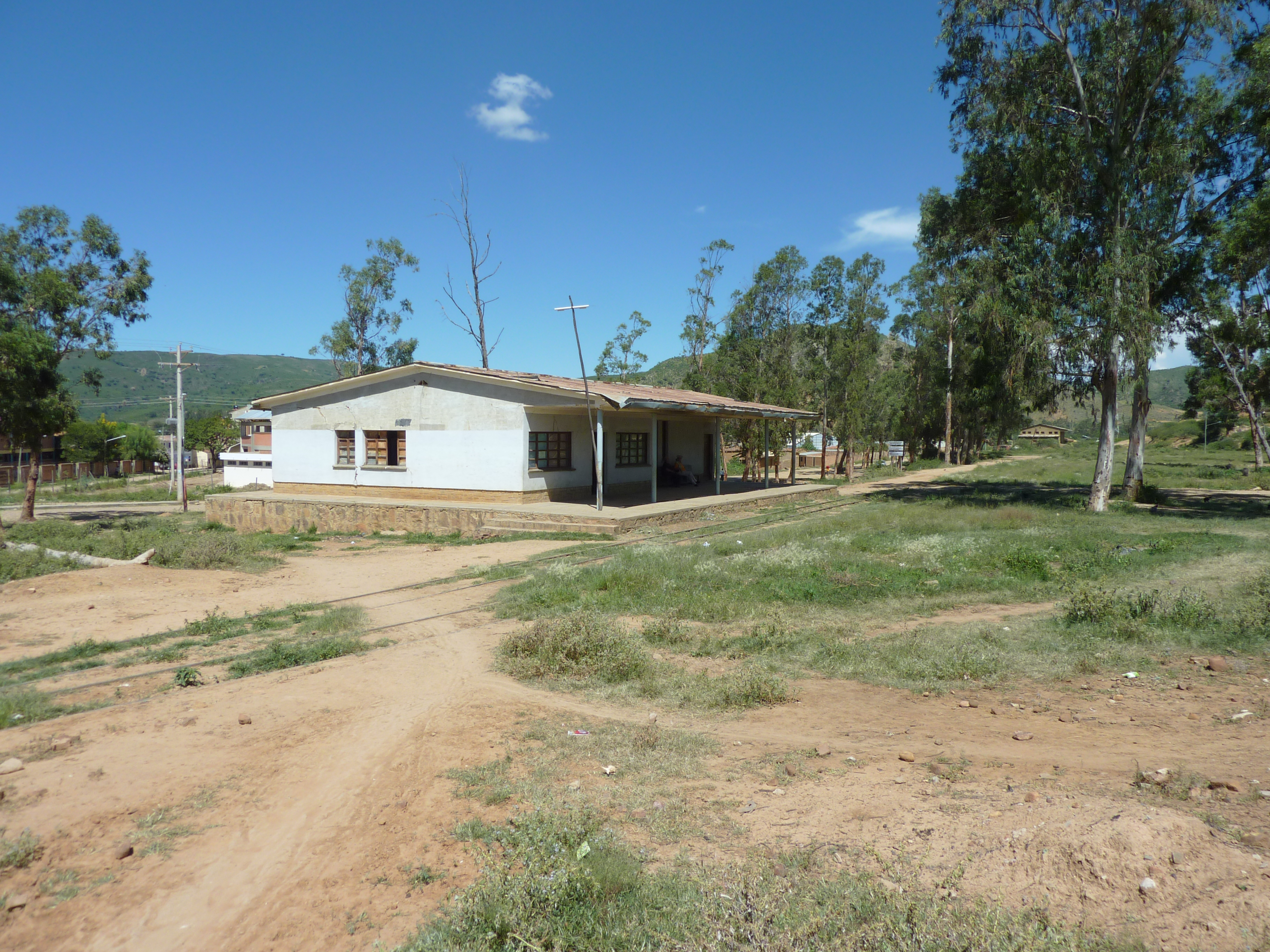
La localidad boliviana de Aiquile provincia de Campero, Departamento de Cochabamba; el hábitat de este taxón.

Los ejemplares adultos presentan un plumaje de coloración general verde opaco a verde azulado. El dorso es más oscuro, al igual que el lado superior de las alas y cola.  Los muslos son completamente verdes. Las patas son negruzcas.
En la cabeza presenta sobre la frente una estrecha banda de color rojo pálido, la cual posee base oscura y no roja, y cubre una superficie de hasta 16 mm; la región de los lores muestra pequeñas plumas rojas; alrededor de los ojos exhibe algunas aisladas y pequeñas plumas rojas. Las plumas de la corona son verdes con amplios bordes negro-azulados. El pico es de color cuerno pálido. Muestra un anillo oftálmico de piel desnuda y blanca. El iris es rojo amarronado.
Los ejemplares juveniles presentarían probablemente tiene mucho más azul en el plumaje general.
Este taxón se diferencia de todos los demás taxones de Aratinga de plumajes verde y rojo, por la restricción de plumas de color rojo fundamentalmente a la banda frontal, además de ser verdes sus muslos. El taxón más similar es Aratinga hockingi pero esta última tiene la cola más larga, y la banda frontal roja es más ancha —17,7 mm—, y con la base solo ligeramente más oscura, además de poseer una característica forma de medialuna que no presenta la de A. alticola, la que exhibe la base de la mancha roja claramente más oscura.

## Taxonomía
El taxón fue descrito originalmente por Frank Chapman en el año 1921. El ejemplar tipo es un macho catalogado como AMNH 129136, capturado por H. y O. Watkins el 16 de noviembre de 1914, a una altitud de 11 000 pies (3352 m s. n. m.). El lugar de la captura, por lo tanto, la localidad tipo es: «Cuzco, Perú».
En el año 2006 se propone que este taxón sea elevado a la categoría de especie plena y monotípica; anteriormente fue tradicionalmente considerado como una subespecie de Aratinga mitrata. 
Para ello fueron estudiadas 9 pieles: 
- Cuzco (Cuzco): AMNH 129136, AMNH 129137, AMNH 129138;
- Anco —o valle de Ayacucho, La Esmeralda— (Huancavelica): BMNH 1946.49.284;
- Pocona —o Pucuna— (Cochabamba): FMNH 179088, FMNH 179089, FMNH 179090, FMNH 179091;
- Aiquile (Cochabamba): FMNH 179092.

Esta propuesta aún no ha recibido un amplio reconocimiento, al menos en parte debido a los problemas relacionados con la identificación a campo de los taxones nuevos, e incertidumbres con respecto a posibles variaciones relacionadas con la edad, por lo que para algunos autores sería solo una subespecie de Aratinga mitrata, por lo tanto: Aratinga mitrata alticola.
Integraría un complejo de especies crípticas y superespecies, el cual estaría compuesto por Aratinga hockingi, Aratinga alticola, Aratinga mitrata, y Aratinga wagleri.